# 人気もん!
『人気もん!』（にんきもん）は、2005年4月3日から2012年3月18日まで、テレビ新広島の制作により、FNS中国地方ブロックネットで放送されていたドキュメントバラエティ番組である。

## 概要
『クイズクロス5』から続く中国電力一社提供・FNS中国地方ブロックネット番組の一つ。2005年4月3日放送開始。2009年4月5日放送分からハイビジョン制作に移行した。FNS系列局のない山口県では前番組から引き続いてテレビ山口が放送していたが、編成上の都合から2007年に山口放送へとネット局が変更されている。ネットチェンジが伴わずに放送中の番組のネット局が変更されるのは、系列局の整備が進んだ2000年代以降に限定すると、岡山県・香川県を除いて中四国地方に系列局のないテレビ東京系列および独立局の番組以外では少ない。
柳沢慎吾が女性タレントと共に中国地方5県の新発見や特産物、その地域で頑張っている人たちなどを「人気者」として紹介するオールロケ番組。各回ごとの取材エリアは基本的に区市町村単位だが、エリア単位で取り上げる回や総集編も放送された。
2012年3月18日をもって7年間の放送を終えた。全327回。後番組は中国地方の企業を取り上げる『そ〜だったのかンパニー』。また、『そ〜だったのかンパニー』では、テレビ山口でのネットが再開されている。

## 出演者
- 柳沢慎吾
- 山口日記（2005年4月 - 2007年3月）
- 一戸奈美（2007年4月8日 - 2011年4月3日）
- やない由紀（2011年4月10日 - 2012年3月18日）
- 棚田徹（テレビ新広島アナウンサー、ナレーター）

## ネット局
| 放送対象地域   | 放送局                | 系列           | 放送日時・時間    | 備考                                     |
| -------------- | --------------------- | -------------- | ----------------- | ---------------------------------------- |
| 広島県         | テレビ新広島（TSS）   | フジテレビ系列 | 日曜9:30 - 10:00  | 製作局                                   |
| 島根県・鳥取県 | 山陰中央テレビ（TSK） | フジテレビ系列 | 日曜9:30 - 10:00  | 同時ネット                               |
| 岡山県・香川県 | 岡山放送（OHK）       | フジテレビ系列 | 日曜9:30 - 10:00  | 同時ネット                               |
| 山口県         | 山口放送（KRY）       | 日本テレビ系列 | 日曜13:00 - 13:30 | 3時間30分遅れ 2007年4月8日よりネット開始 |

- 東京マラソンをFNSで中継する年（奇数年）は放送休止または時間変更が行われる。
  - 2007年（本来の放送日は2月18日）は前日17日（テレビ新広島は13:30から、山陰中央テレビは11:00から、岡山放送は14:25から）に放送された（山口放送では通常通り18日に放送）。
  - 2009年3月22日と2011年2月27日は全局で放送休止となった。
- 2011年3月13日は、東日本大震災によるFNN報道特別番組のため全局で休止。
- 2012年3月11日は、「名古屋ウィメンズマラソン」中継のため全局で休止。

### 過去に放送していた局
| 放送対象地域 | 放送局            | 系列    | 放送日時・時間    | 備考                                 |
| ------------ | ----------------- | ------- | ----------------- | ------------------------------------ |
| 山口県       | テレビ山口（tys） | TBS系列 | 日曜10:54 - 11:24 | 1時間54分遅れ 2007年4月2日限りで終了 |

## スタッフ
- 構成：土井芳
- タイトルロゴ：CAY ART TRICKS
- TD：大谷裕一郎
- EED：須山葉子
- 照明：SHINOMOTO
- 美術：SCENE
- 協力：大広 西日本、JVCエンタテインメント
- リサーチ：池田こずえ
- CG：TSSソフトウェア
- ディレクター：麻倉良一、坪井康顕、田中弘一、猪狩修一
- プロデューサー：西尾浩二（TSSプロダクション）、池本逸司（TSS）
- 制作協力：TSSプロダクション
- 制作著作：テレビ新広島

## テーマ曲
- オープニングテーマ：MUSIA
- エンディングテーマ：アキダス「青い春」

## 備考
番組終了後にはヒッチハイクとしてデオデオ、中国電機製造（中国電力グループ）、スタジオアリス、ますやみそとの各15秒と給湯システム（旧：給湯システムネットワーク）との30秒CMが放送される。過去にはウッドワン、シモハナ物流グループ、中電プラント、日本食研のCMが放送されていた。